# Kochia vestita
Kochia vestita là loài thực vật có hoa thuộc họ Dền. Loài này được (S. Watson) A. Nelson mô tả khoa học đầu tiên năm 1909.